# Алымов, Василий Кондратьевич
Василий Кондратьевич Алымов (4 апреля 1883, село Ручьи — 22 октября 1938, Левашовский лес) — советский этнограф, геодезист, краевед, исследователь истории и культуры саамов Кольского полуострова, автор многих статей на эту тему. Был репрессирован по делу о так называемом Саамском заговоре.

## Биография
Родился в 1883 году в крестьянской семье в селе Ручьи Санкт-Петербургской губернии (сейчас — Тосненский район Ленинградской области).
В 1904—1906 годах входил в меньшевистское крыло РСДРП.
С 1922 года жил в Мурманске, где работал в качестве экономиста, статистика и специалиста по вопросам меньшинств. Занимал должности заведующего статистического бюро окрисполкома, председателя плановой комиссии губисполкома, директора краеведческого музея, руководителя Мурманского комитета Севера. Был организатором и активным членом Общества изучения Мурманского края (Мурманского общества краеведения).
Был арестован 27 февраля 1938 в Мурманске по делу о так называемом Саамском заговоре («Делу Алымова и Ko») и был обвинён в подготовке вооружённого восстания. По версии следователей, Алымов вместе с преподавателями Института народов Севера Александром Эндюковским и Захарием Черняковым стоял во главе некой саамской повстанческой организации, которая якобы была связана с Западом, в том числе с теми кругами Финляндии, которые поддерживали идею создания Великой Финляндии, в состав которой были бы включены Восточная Карелия и Кольский полуостров. На основании признаний, полученных под пытками, был приговорён к смертной казни. Приговор в отношении Алымова, а также пятнадцати других подсудимых (большей частью — из саамского села Ловозеро) был приведён в исполнение 22 октября 1938 года в Левашовском лесу под Сестрорецком, ныне Выборгский район Санкт-Петербурга. В 1957 году Алымов вместе с другими расстрелянными по этому делу был реабилитирован.

## Вклад в науку
Статьи Алымова на тему саамского фольклора и саамской истории сыграли важную роль в исследовании культуры этого народа. Хотя Алымов не был языковедом, значителен его вклад в языковедческий раздел лопаристики; в частности, он обратил внимание исследователей на протосаамские слова, сохранившиеся в других европейских языках; кроме того, им был собран большой словарный материал. Помимо научных исследований, Алымов активно занимался созданием саамской письменности, а также вопросами образования взрослых на Кольском полуострове; участвовал в создании и издании газет и журналов для саамского населения. В 1926 году участвовал в создании Мурманского краеведческого музея, а в 1937 году был назначен на должность директора этого музея. В 1927 году Алымов составил проект развития оленеводства на Кольском полуострове.
Был награждён Малой серебряной медалью Всесоюзного географического общества.

## Семья
Жена — Софья Петровна, приёмный сын — Сергей Галицкий; были арестованы в Мурманске осенью 1937 года.

## Публикации
- Об ассимиляции лопарей // Вестник Карело-Мурманского края. — 1925. — № 17—18
- Лопари Кольского полуострова : история, расселение, рождаемость, смертность и ассимиляция, хозяйственный быт : доклады и сообщения. Вып. 1. — Мурманск, 1927
- Лопари Кольского полуострова // Доклады и сообщения Мурманского общества краеведения). — Вып. 1. — Мурманск, 1927
- Надмогильные памятники поморских рыбаков : из истории северо-поморской культуры // Карело-мурманский край. — 1929. — № 2
- Лопари Архивная копия от 20 мая 2013 на Wayback Machine: (этнографический очерк). — Москва, 1930
- Рождаемость и смертность лопарей Кольского полуострова // Кольский сборник. — Ленинград, 1930
- О былом единстве хозяйственного быта «гипербореев» и южан : по поводу некоторых терминов древнего быта, существующих в языке лопарей // «Карело-Мурманский край», журнал. — 1932. — № 3—4.
- Гибель Чудэ-Чуэрвя и его дружины, Киев-варака : из старинного саамского эпоса // Полярная правда. — 1936. — 12 июля
- Как человек и черт охотились. Лунная жительница : из старинного саамского эпоса // Полярная правда. — 1936. — 30 июня
- Наллэть (о сальной тундре). Рэхт и Локри : сказания, связанные с географическими названиями // Полярная правда. — 1936. — 27 июня
- Живая лопарская старина (исторические воспоминания лопарей) // Наука и бизнес на Мурмане. — 2007. — № 5